# Instituto de Astrofísica e Ciências do Espaço
O Instituto de Astrofísica e Ciências do Espaço (IA) é uma estrutura de investigação de âmbito nacional, concretizando uma visão ambiciosa para o desenvolvimento da Astronomia, Astrofísica e Ciências do Espaço em Portugal. Surge em 2014, em resultado da fusão das duas maiores unidades de investigação nesta área em Portugal: o Centro de Astrofísica da Universidade do Porto e o Centro de Astronomia e Astrofísica da Universidade de Lisboa. Em 2021 a Universidade de Coimbra também se junta ao Instituto, passando este a ter polos nas três Universidades de Portugal.
O instituto é hoje a maior unidade de investigação e desenvolvimento na área em Portugal, sendo responsável por uma parte significativa da produção cientifica nacional em revistas internacionais na área de Ciências do Espaço (ISI). Esta é uma das áreas científicas com maior fator de impacto relativo e com um elevado número médio de citações por artigo medido por métricas internacionais.
O IA possui uma capacidade já demonstrada para desenvolver projetos de referência em Astronomia, em particular no âmbito das instituições internacionais de que Portugal é estado membro, em todas as suas fases: definição científica e técnica, concepção e desenho de instrumentos, construção e instalação, e exploração científica.
Como tal o IA tem participado em vários dos programas e projetos em estreita ligação aos objetivos da Agência Espacial Portuguesa (PT Space). O IA (e os seus investigadores) também participou ativamente na elaboração da Agenda Temática de Investigação e Inovação: Espaço e Observação da Terra, da Fundação para a Ciência e a Tecnologia.

## Missão
O Instituto de Astrofísica e Ciências do Espaço (IA) tem por missão fomentar investigação com o mais elevado impacto em astrofísica e ciências do espaço e apoiar o ensino e a formação de jovens investigadores e estudantes em estreita colaboração com as Universidades de Coimbra, de Lisboa e do Porto. Tem também como objetivo promover amplamente atividades de comunicação de ciência que aumentam a compreensão do público acerca do Universo e do nosso lugar nele, assim como a consciência da importância da investigação neste domínio.
Tem assim por objetivo, alcançar a liderança internacional em áreas chave da astrofísica e das ciências do espaço, aproveitando ao máximo o potencial criado pela participação nacional na Agência Espacial Europeia (ESA) e no Observatório Europeu do Sul (ESO). Isto é concretizado através de investigação de ponta, possibilitada pela liderança em projetos e missões estratégicas internacionais baseadas no solo e no espaço.

## Estrutura
O Instituto é Coordenado pelo Conselho Coordenador, com mandatos de três anos. As equipas que coordenaram o IA são:
- 2015-2017: José Afonso (Coordenador), Alexandre Cabral, João Lima, Nuno Santos
- 2018-2020: José Afonso (Coordenador), Elisa Delgado Mena, Jarle Brinchmann, Nelson Nunes.
- 2021-2024: Francisco S. N. Lobo (Coordenador), Jarle Brinchmann, Margarida S. Cunha, Noemi Frusciante
- 2024-: Jarle Brinchmann (Coordenador)

As instituições de gestão do instituto são:
- IA U.Porto - Centro de Astrofísica da Universidade do Porto,
- IA U.Lisboa - FCiênciasID: Associação para a Investigação e Desenvolvimento de Ciências,
- IA U.Coimbra - Universidade de Coimbra.

## Equipas
O IA está organizado em seis equipas:
- A deteção e caracterização de outras Terras[11][12]
- Rumo a um estudo abrangente de estrelas[13][14]
- A história da formação de galáxias resolvida no espaço e no tempo[15][16]
- Revelando a dinâmica do Universo[17][18]
- Sistemas e Tecnologia[19][20]
- Comunicação de Ciência[21], que inclui a parceria com o Planetário do Porto - Centro de Ciência Viva.

Entre os seus investigadores inclui:
- Maria Teresa Vaz Torrão Lago, Professora Catedrática (aposentada) do Departamento de Física e Astronomia, Faculdade de Ciências da Universidade do Porto.